# Земцов, Михаил Евстафиевич
Михаил Евстафьевич Земцов (1869 — не ранее июнь 1917) — депутат Государственной думы I созыва от Екатеринославской губернии.

## Биография
Родился 11 ноября 1869 года на хуторе Шумилин Казанской станицы, Область Войска Донского. Происходил из дворянской семьи хорунжего Евстафия Яковлевича Земцова — казак станицы Вешенской.

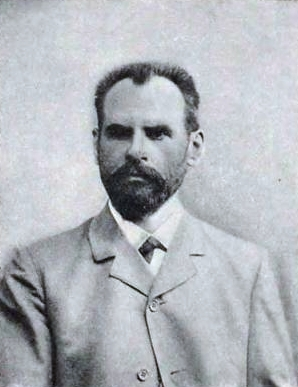
М. Е. Земцов, 1906 год

Окончил Усть-Медведицкую гимназию и в 1894 году — юридический факультет Московского университета с выпускным свидетельством. Работал в Сибири по переселенческой статистике. В 1897—1900 годах был уездным земским статистиком в Александровске Екатеринославской губернии. Затем — помощник податного инспектора,податной инспектор в Мариуполе. Член Московского юридического общества. С 1906 года член Конституционно-демократической партии.
Был избран 14 апреля 1906 года в Государственную думу I созыва от общего состава выборщиков Екатеринославского губернского избирательного собрания; входил в Конституционно-демократическую фракцию.
После подписания «Выборгского воззвания» был осуждён по ст. 129, ч. 1, п. п. 51 и 3 Уголовного Уложения, приговорён к 3 месяцам тюрьмы и лишён права быть избранным.
В 1910—1917 годах возглавлял в Мариуполе Товарищество взаимного кредита. Имел чин коллежского советника, был помощником присяжного поверенного, затем — присяжный поверенный. Жил в Мариуполе в доме Цыплакова, на Марии-Магдалиновской улице (1910).
6 марта 1917 года на заседании объединенного комитета общественных организаций города Мариуполя М. Е. Земцов был избран председателем мариупольского общественного исполнительного комитета. В июне 1917 года был избран делегатом на VII съезд конституционно-демократической партии, где он выступил с докладом.
Дальнейшая судьба неизвестна.

## Сочинения
- Еврейские крестьяне. Краткий очерк экономического положения евреев-землевладельцев Екатеринославской губернии. — СПб., 1908. — 113 с.